# Hedyphagetica
Gli Hedyphagètica ( "Squisitezze", "Cibi prelibati") erano un'opera di Quinto Ennio.

## Opera
(Ennio, Hedyphagetica)
Doveva essere un poema didascalico sulla cucina, probabilmente con contenuto sperimentale, ironico e parodico, sul modello di un poemetto greco di Archestrato di Gela.
Conosciamo molto poco su di essa in quanto non ci è giunta, ma è probabile percorresse il Mediterraneo descrivendone le specialità gastronomiche, soprattutto per quanto riguarda il pesce. Per quel che ci rimane, si tratta di un'operina erudita nel solco dei poemetti didascalici ellenistici. Essa è composta in esametri, e se, come si pensa, Ennio la compose prima degli Annales, si trattava della prima opera latina composta in esametri.